# Petra Berg
Petra Berg (ur. 10 lipca 1964 w Dillingen) – niemiecka polityk i prawniczka, działaczka Socjaldemokratycznej Partii Niemiec (SPD), deputowana do Landtagu Saary, minister w rządzie Saary.

## Życiorys
W 1983 roku zdała egzamin maturalny, a następnie podjęła studia prawnicze na Uniwersytecie Kraju Saary, które ukończyła w 1989 roku pierwszym państwowym egzaminem prawniczym. W latach 1989–1992 odbyła aplikację sądową przy Wyższym Sądzie Krajowym w Zweibrücken, którą zakończyła zdaniem drugiego państwowego egzaminu prawniczego.
W latach 1993–1996 pracowała w Federalnej Agencji Pracy. W latach 1998–2008 prowadziła praktykę jako adwokatka. Od 2009 do 2012 roku była radczynią prawną w gminie Nalbach.
Do SPD wstąpiła w 2001 roku. W latach 2004–2008 zasiadała w radzie gminy Nalbach. Od 2012 roku jest członkinią landtagu Kraju Saary oraz wiceprzewodniczącą SPD w powiecie Saarlouis. W latach 2012–2022 kierowała strukturami partii w mieście Dillingen, a od 2022 roku pełni tam funkcję wiceprzewodniczącej. W latach 2014–2018 była sekretarzem generalnym SPD w Kraju Saary, a w latach 2018–2021 jego wiceprzewodniczącą. Od 2014 do 2022 roku pełniła funkcję parlamentarnej sekretarz frakcji SPD w landtagu.
26 kwietnia 2022 roku objęła stanowiska minister środowiska, klimatu, mobilności, rolnictwa i ochrony konsumentów oraz minister sprawiedliwości Kraju Saary. Od tego samego dnia zasiada w Bundesracie jako członkini zastępcza.

## Życie prywatne
Jest mężatką i ma troje dzieci. Wyznaje katolicyzm.